# Dueña y señora
Dueña y señora es una telenovela hecha en Puerto Rico (basada en La dueña, 1984, telenovela venezolana de José Ignacio Cabrujas y Julio César Mármol), producida por Cordial International Inc. y Puerto Rico Vibra Inc. para Telemundo de Puerto Rico, productores también de conocidas telenovelas como La Dueña, La mujer sin rostro, Cristina Bazán, Anacaona o La jibarita. 
Ha sido exhibida en diferentes países como Estados Unidos en el mercado de habla hispana, además de Honduras, El Salvador, República Dominicana, Uruguay, etc. Hacer la telenovela costo 4.5 millones de dólares. Esta telenovela está protagonizada por: Karla Monroig y Ángel Viera y con las participaciones antagónicas de Flor Núñez, Raúl Rosado, Daniela Droz, Jonathan Montenegro y Brenda Liz López. Fue distribuida internacionalmente por Venevision Internacional.

## Sinopsis
Dueña y señora es la historia de Adriana Campos, una joven bella, que crece creyendo que es huérfana, quien llega a ser dueña y señora de su propio destino, pero no sin antes pasar por un sufrimiento que casi acaba con su vida. Su padre es: Esteban Robles quien se enamoró de la hija de una familia enemistada con su familia. Y no simplemente eso: Esteban estaba casado cuando se puso a enamorar a Beatriz sin decirle nada. El rechazo feroz de los padres de Beatriz a ese amor, convenció a Esteban de que lo mejor era el alejarse de ella, por lo que regresó a Europa, con su esposa, obligándose a sí mismo a arrancarse el amor de Beatriz. Lo que no sabía Esteban es que Beatriz había quedado embarazada y tuvo una niña, Adriana Campos. Los padres de Beatriz le hicieron creer que la niña había nacido muerta, y se la entregaron al cuidado a la familia de los Peña, quien la crio como recogida. 
Adriana crece y a la edad de 18 años, conoce a Diego Santa Rosa , de quien se enamora profundamente. Pero Diego es novio de Mariela Peña, hija de la familia que la recogió. Diego también se enamora de ella y decide suspender su boda con Mariela Peña, lo que genera un gran odio familiar sobre Adriana Campos. 
Alejandro Peña, el tutor legal de Adriana Campos hasta su mayoría de edad, es un hombre muy ambicioso que lo que buscaba era quedarse con la fortuna de Adriana Campos. Este hará lo que sea imposible para evitar que Adriana Campos herede su gran fortuna. 
Pero, Esteban Robles, una vez recuperado del atentado que sufrió y el cual lo daban por muerto se dedica a buscar a su hija. Una vez encontrada, le regala un mundo completamente diferente al que ella había conocido en su vida. Esteban convierte a su hija en otra mujer, una gran dama de sociedad, y es aquí cuando comienza una venganza bien organizada en la que irá enfrentando uno a uno a todos los que le hicieron daño en algún momento de su vida. 
El amor entre Adriana y Diego nunca muere, pero está demasiado hundido en el resentimiento y el dolor. No será fácil que Adriana acepte el amor de Diego de nuevo, amor que entregó en el pasado llena de sueños, ingenuidad y esperanza.

## Elenco
- Karla Monroig - Adriana Campos / Amanda Soler
- Ángel Viera - Diego Santa Rosa
- Flor Núñez - Ivana Borgés De Santa Rosa
- Braulio Castillo, hijo - Manuel Santa Rosa
- Gilda Haddock - Beatriz Ayala
- Raúl Rosado - Alejandro Peña
- Pedro Juan Figueroa - Esteban Robles
- Gladys Rodríguez - Mamá Elvira
- Jorge Alberti - William Santa Rosa
- Daniela Droz - Carlota Peña
- Jonathan Montenegro - Carlos Alberto Peña
- Brenda Liz Lopez - Mariela Peña
- Meche Mercado - Carmen De Peña
- Charlie Masso - Radamés
- Edgardo Monserrat - Javier Peña
- Katiria Soto - Eloisa Santa Rosa
- Eli Cay - Leopold Hardwich
- Noris Jofrre
- Kaly Cordova - Pescador Asesino
- Eunice Rivera - Hija adoptiva
- Laura Carmine - Reportera De Telemundo (Capítulo 1)